# Andreas Willscher
Andreas Willscher, né à Hambourg, le 4 novembre 1955, est un compositeur, organiste, accordéoniste, pianiste et  harmoniumiste classique allemand.

## Biographie
Willscher joue de l'accordéon dès l'âge de six ans et étudie le piano à l'âge de treize ans. Il devient organiste à St. Franciskus à Hambourg-Bambek à l'âge de quinze ans et depuis 2000, il est organiste à St. Joseph à Hambourg dans l'arrondissement de Wandsbek.

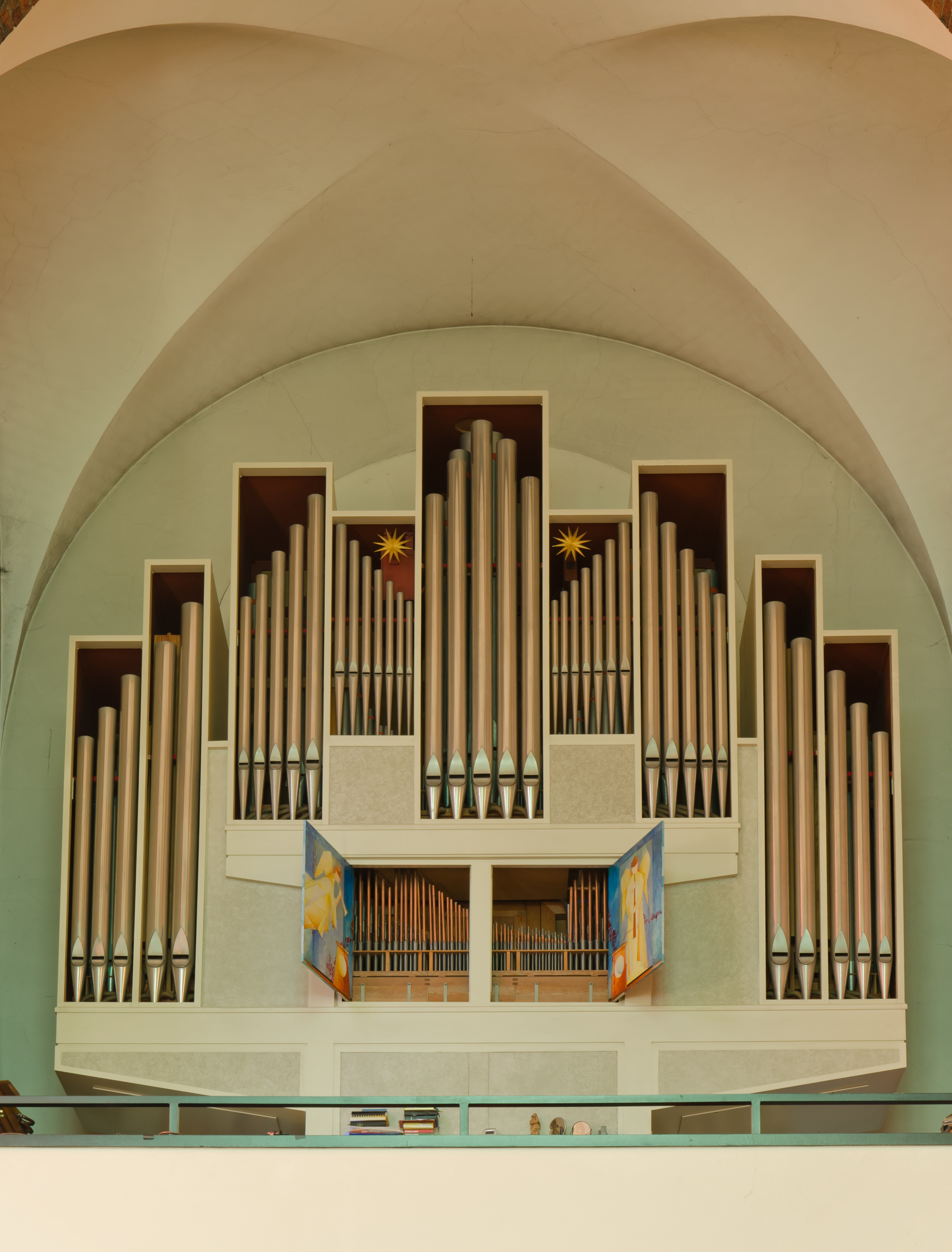
Orgue de l'église St. Joseph à Hambourg (Wandsbek).

Il effectue sa formation musicale à la Hochschule für Musik und Theater Hamburg avec Ernst-Ulrich von Kameke (de) pour l'orgue, la composition et théorie musicale avec Günter Friedrichs (de). Pendant cette période, il découvre et apprécie la musique du romantisme français.
Inspiré par son grand-père Gustav Willscher, un Allemand des Sudètes, il se consacre aux rencontres culturelles entre Tchèques et Allemands, y compris au festival d'orgue Elboger.
Lors de la composition, l'accent est mis sur l'orgue et la musique vocale spirituelle, mais il écrit également des œuvres pour le cabaret, la musique, les ensembles rock, l'accordéon, la musique de chambre, l'opéra, l'oratorio et les symphonies. Son travail de composition pour cabaret est inspiré, entre autres, par le fait qu'il voyage avec le groupe de cabaret Der Kneifer. Les influences de tous ces différents genres peuvent être décelées dans ses compositions d'orgue.
Andreas Willscher compile également des bundles, avec ou sans collaboration avec d'autres, avec des œuvres pour orgue d'autres compositeurs, souvent autour d'un thème spécifique, comme les carillons et scherzi dans la musique d'orgue. Il donne également des concerts. Ses compositions pour orgue sont enregistrées par divers musiciens, par exemple Insektarium et Aquarium par l'organiste suédois Stefan Holm sur l'orgue de l'église de Loftahammar et My Beethoven, Blues für Pedal solo et Toccata alla Rumba de l'organiste français Olivier Vernet sur l'ancienne maison d'orgue de Pierre Cochereau de Roquevaire.
Andres Willscher a également écrit une biographie sur Ferdinand Pfohl (en).

## Œuvres (sélection)
- Œuvres d'orgue (Dr. J. Butz, BU 2104)
- Der Kreuzweg (Le chemin de croix). Quatorze méditations d'orgues (Dr J. Butz, BU 2320)
- Dix portraits de femmes bibliques (Dr. J. Butz, BU 2721)
- Insektarium . Douze pièces d'orgue (Dr J. Butz, BU 1908)
- Aquarium . Neuf pièces d'orgue (Dr J. Butz, BU 2158)
- Vogelarium . Huit pièces d'orgue (Dr J. Butz, BU 2408)
- Terrarium . Huit pièces d'orgue (Dr J. Butz, BU 2716)
- Dschungelarium (Arium de la jungle) . Huit pièces de personnage (Dr. J. Butz, BU 2872)
- My Beethoven. Chiffon pour orgue (Dr J. Butz, BU 2150)
- 3e symphonie d'orgue Biblische Tänze (Danses bibliques) (Dr. J. Butz 2830)
- 4e Symphonie d'orgue Die Marianische (Dr. J. Butz, BU 2792)
- Concertino pour orgue et percussions (Dr. J. Butz, BU 2839)
- Toccata alla Rumba
- Oratorio Ans Licht sur les martyrs de Lübeck
- Oratorio Ansgar - Apostel des Nordens
- Oratorio Radegunde – Prinzessin, Königin und Dienerin der Armen (Radegunde - Princesse, reine et servante des pauvres)

## Ouvrage
- Ferdinand Pfohl – ein Böhme in Hamburg (Ferdinand Pfohl - un Bohème à Hambourg), éditio Bärenreiter, Prague, 2001  (ISBN 80-86385-07-8)